# Menstrie
Menstrie (gael. Meanstraidh) è una città del Regno Unito in Scozia, nel Clackmannanshire.